# Layers of Fear
Layers of Fear (englisch; auf Deutsch etwa Ebenen der Angst) ist ein 2016 erschienenes, psychologisches Horrorspiel, das von Bloober Team entwickelt und von Aspyr veröffentlicht wurde. 
Das Spiel dreht sich um einen psychisch gestörten Maler, der versucht, sein Opus magnum zu vollenden. Der Spieler navigiert den Protagonisten dabei in der Egoperspektive durch ein viktorianisches Herrenhaus und erfährt Geheimnisse über dessen Vergangenheit. Das Gameplay ist vollständig storygetrieben und dreht sich um das Erkunden und Lösen von Rätseln.
Von der Fachpresse wurde das Indiespiel, das Themen wie Alkoholismus, Entfremdung, Paranoia und Schizophrenie behandelt, mit wohlwollenden Kritiken bedacht. Layers of Fear zeigt zahlreiche Gemälde namhafter Künstler wie Rembrandt, Joshua Reynolds, Antonio de Pereda, Juan van der Hamen y León, Francisco Goya, Lavinia Fontana, Hieronymus Bosch oder Henry Fuseli.

## Handlung
Als erfolgreicher und gefeierter Maler führte ein nicht näher genannter Künstler ein privilegiertes Leben, in Wohlstand, verheiratet mit einer schönen und ebenfalls musisch begabten Frau, sowie einer kleinen Tochter. Bei einem verheerenden Brand bei der Eröffnung eines Kaufhauses wird die Ehefrau des Künstlers jedoch schwer verletzt und entstellt. Den Künstler stürzt dies in eine tiefe Sinnkrise und seine Frau erkennt, dass er sie nicht liebte, sondern vor allem als Muse betrachtete und für ihr meisterhaftes Pianospiel schätzte. Der Künstler ertränkt seinen Kummer über den Verlust seiner Muse und den künstlerischen Abstieg in Alkohol, mit Frau und Hausangestellten kommuniziert er nur noch über Zettel. Von Depressionen geplagt, verbrennt seine Ehefrau das Gemälde „Die Dame in Schwarz“, das sie zeigt und ihr gewidmet war, und begeht schließlich Suizid. Das Sorgerecht für die Tochter wird dem Maler entzogen und diese landet in einem Waisenhaus, ihr weiteres Schicksal bleibt unklar.
Die kreative Blockade, juristische Schwierigkeiten und der Verlust seiner Frau lassen den Künstler immer weiter dem Wahnsinn verfallen. Eine eingebildete Rattenplage im Haus, der Geist seiner toten Frau, Familienerinnerungen und grausige Phänomene im Haus spiegeln seinen Zustand wider. Zwischen Faszination und Ekel vor sich selbst, nutzt der Künstler Körperteile seiner toten Frau als Malutensilien, um sein Meisterwerk zu vollenden. Er nutzt etwa ihre Haut als Leinwand, ihr Blut als Farbe und ihre Haare als Pinsel, die er mit Roßhaarpinseln verglich.
Der Künstler vollendet so sein Opus magnum, wobei sich dem Spieler verschiedene Gemälde zeigen können, die jeweils Raum für Interpretationen lassen.
Ein Porträt seiner Frau, noch in perfekter Schönheit, verwandelt sich vor seinen Augen in eine verbrannte Fratze, die ihn verhöhnt. Er erklärt seinen Versuch für gescheitert und wirft es auf einen Stapel anderer misslungener Bilder seiner Frau, die für ihn nur entstellte Gesichter zeigen, dem Spieler aber makellos erscheinen. Der Wahnsinn beginnt von Neuem und der Maler ist in einer Schleife gefangen.
Ein Selbstporträt des Malers lässt ihn wieder zum gefeierten Künstler werden und sein Werk landet in einem Museum. Dennoch bleibt der Künstler allein.
Ein Porträt von Frau und Kind führt dazu, dass der Künstler dies mit anderen Porträts seiner Frau, sowie sich selbst, verbrennt.

## Spielprinzip und Technik
Das mit Hilfe der Unity-Engine erstellte Layers of Fear ist ein First-Person-Adventure, das heißt, die Darstellung des Geschehens erfolgt aus der Perspektive des Spielers. Die Kamera ist dabei in allen Richtungen frei drehbar. Die Fortbewegung innerhalb der Spielwelt erfolgt über die WASD-Tasten. Mit Hilfe weiterer Tasten kann der Spieler auf sein Inventar zugreifen und mit seiner Umgebung interagieren. Als Spieler schlüpft man in die Rolle eines ungenannten Künstlers im frühen 20. Jahrhundert (gesprochen von Eric Braa). Aus der Egoperspektive erkundet man dessen riesiges viktorianisches Herrenhaus. Anfangs noch in gutem Zustand, spiegelt dieses den labilen Zustand des Protagonisten wider und verfällt zunehmend immer mehr. Als Spieler durchsucht man die Räumlichkeiten, ergründet die tragische Familiengeschichte und den Zustand des Malers. Dabei gilt es, sechs Gegenstände (Körperteile seiner toten Frau) zu finden, die ihm dabei helfen sollen, sein Werk zu erschaffen. Das Spiel spielt mit der Wahrnehmung des Spielers und verändert laufend die Umgebung, um so den zunehmenden Wahnsinn des Künstlers zu verdeutlichen, während beim Spieler so Gefühle von Beklommenheit und Bedrohung erschaffen werden sollen. Gekämpft oder geflohen wird im Spiel allerdings nicht. Hauptelement bleibt das Erkunden des Anwesens, das Lösen von Rätseln, um ein Vorankommen zu sichern.
Je nach Spielweise und gefällten Entscheidungen, auf die das Spiel nicht gesondert verweist, bietet das Spiel drei verschiedene Enden.

## Entwicklungs- und Veröffentlichungsgeschichte
Nach einer Erweiterung im August 2016 erschien im Mai 2019 der Nachfolger Layers of Fear 2. Im Herbst 2018 wurde das Spiel von Limited Run Games als auf 4000 Exemplare limitierte, regionsfreie physische Version, mit Soundtrack und Poster, für die PlayStation 4 (als Layers of Fear: Masterpiece Edition) und die Switch (als Layers of Fear: Legacy) wiederveröffentlicht.

### Erweiterung
Als eigenständig laufende Erweiterung erschien im August 2016 das Spiel Layers of Fear: Inheritance. Dieses erzählt dabei die Geschichte aus der Perspektive der Tochter des Künstlers. Dabei spielt man sie sowohl als Kind, wobei man als Spieler düstere Kindheitserinnerungen durchlebt, wie auch als Erwachsene, als sie das Haus nach den Ereignissen des Hauptspieles erneut aufsucht. Ein Kind als Spielfigur macht sich so auch spielerisch bemerkbar, etwa in der tieferen Egoperspektive. Wie das Hauptspiel, so bietet auch Inheritance drei verschiedene Enden.

## Rezeption
Layers of Fear erhielt eher positive Bewertungen. Die Rezensionsdatenbank Metacritic aggregiert 46 Rezensionen zu einem Mittelwert von 72.
Dominic Stetschnig von GIGA bezeichnet Layers of Fear als „Mindfuck auf höchstem Niveau“, lobt insbesondere die Atmosphäre des Spieles, „bei dem ihr euch nicht sicher sein könnt, ob ihr diejenigen seid, die es spielen, oder diejenigen, mit denen gespielt wird“, sowie geschickt eingesetzte Jump-Scares nach gelungenem Spannungsaufbau.